# Olga Solbelli
Olga Solbelli, née à Verghereto le 11 mai 1898 et morte à Bologne le 8 septembre 1976, est une actrice italienne.
Elle est parfois créditée sous le nom  Olga Sunbeauty.

## Biographie
Olga Solbelli commence sa carrière au théâtre au lendemain de la Première Guerre mondiale, mais elle s'affirme au cours des années 1930 avec la compagnie de théâtre de son mari depuis 1928, Pietro Meda. Elle rejoint ensuite les troupes de Annibale Betrone, la Galli-Ruggeri pour finalement constituer en  1938-39, la compagnie Solbelli-Calò-Bernardi qui prend le nom de Compagnia degli spettacoli gialli.
Au cinéma, Olga Solbelli est active à partir de 1936, dans le long métrage L'anonima Roylott de Raffaello Matarazzo. 
Entre 1936 et 1967, elle apparaît dans plus de 80 films.
À partir des années 1950 elle travaille comme actrice de genre dans les romans-photos des revues Sogno, Luna Park et Cine Illustrato et de 1962 à 1967 pour les romans photos de la maison d'édition Lancio.
Olga Sorbelli se retire dans la maison de repos pour artistes Lyda Borelli à Bologne, où elle décède en 1976.

## Filmographie partielle
- 1936 : L'anonima Roylott de Raffaello Matarazzo
- 1937 : L'Homme de nulle part (Il fu Mattia Pascal) de Pierre Chenal et Christian Stengel
- 1940 : Une aventure romantique de Mario Camerini
- 1941 : Leçon de chimie à neuf heures de Mario Mattoli
- 1942 : Via delle Cinque Lune de Luigi Chiarini
- 1942 : Dans les catacombes de Venise (I due Foscari) d'Enrico Fulchignoni
- 1943 : Le Diamant mystérieux de Mario Mattoli
- 1943 : Apparizione de Jean de Limur
- 1944 : La locandiera de Luigi Chiarini
- 1944 : L'Homme à femmes de  Ferdinando Maria Poggioli
- 1946 : Le Dernier Rêve de Marcello Albani
- 1947 : La Fille du capitaine (La figlia del capitano) de Mario Camerini
- 1947 : L'Honorable Angelina de Luigi Zampa
- 1948 : Le Choix des anges de Camillo Mastrocinque
- 1949 : Le Loup de la Sila (Il lupo della Sila) de Duilio Coletti
- 1950 : Demain il sera trop tard (Domani è troppo tardi) de Léonide Moguy
- 1951 : Le Fils de personne (I Figli di nessuno) de Raffaello Matarazzo
- 1951 : Demain est un autre jour (Domani è un altro giorno) de Léonide Moguy
- 1952 : L'Homme de ma vie de Guy Lefranc
- 1952 : Le Petit Monde de don Camillo de Julien Duvivier
- 1953 : Le Navire des filles perdues (La nave delle donne maledette) de Raffaello Matarazzo
- 1953 :  Le Marchand de Venise de Pierre Billon
- 1954 : Orient-Express de Carlo Ludovico Bragaglia
- 1954 : L'Amour d'une mère (La corda d'acciaio) de Carlo Borghesio
- 1954 : Le Masque de fer (Il prigioniero del re’) de Richard Pottier et Giorgio Venturini
- 1954 : Le Prince au masque rouge (Il cavaliere di Maison rouge) de Vittorio Cottafavi
- 1954 : Les Amours de Manon Lescaut de Mario Costa
- 1954 : Théodora, impératrice de Byzance (Teodora imperatrice di Bisanzio) de Riccardo Freda
- 1955 : La Femme aux deux visages de George Cukor
- 1957 : Malafemmena de Camillo Mastrocinque
- 1957 : Les Mystères de Paris de  Fernando Cerchio
- 1959 : Dans les griffes des Borgia (Assalto disperato) de Giuseppe Maria Scotese
- 1960 : Le Moulin des supplices de Giorgio Ferroni
- 1960 : Les Amours d'Hercule de Carlo Ludovico Bragaglia
- 1964 : Hercule l'invincible de Alvaro Mancori
- 1966 : Le Froid Baiser de la mort de Mino Guerrini